# Крутое (Крутовское сельское поселение)
Круто́е — село в Колпнянском районе Орловской области России. Административный центр Крутовского сельского поселения.

## География
Село находится в юго-восточной части Орловской области, в лесостепной зоне, в пределах центральной части Среднерусской возвышенности, на берегах ручья Крутой (бассейн Быстрой Сосны), на расстоянии примерно 9 км (по прямой) к западу-юго-западу (WSW) от посёлка городского типа Колпна, административного центра района. Абсолютная высота — 211 м над уровнем моря.
Климат
Климат характеризуется как умеренно континентальный. Средняя температура января −8,5 °C, средняя температура июля +18,5 °C. Годовое количество осадков 500—550 мм. Среднегодовая температура воздуха составляет +4,6 °C.
Часовой пояс
Село Крутое, как и вся Орловская область, находится в часовой зоне МСК (московское время). Смещение применяемого времени относительно UTC составляет +3:00.

## Население
| 2002 | 2010 |
| ---- | ---- |
| 617  | ↘503 |

Половой состав
По данным Всероссийской переписи населения 2010 года, в гендерной структуре населения мужчины составляли 49,7 %, женщины — соответственно 50,3 %.
Национальный состав
Согласно результатам переписи 2002 года, в национальной структуре населения русские составляли 98 % из 617 чел.

## Инфраструктура
В селе функционируют основная школа, дом культуры, библиотека и фельдшерско-акушерский пункт.